# Rohbau (Bauwesen)

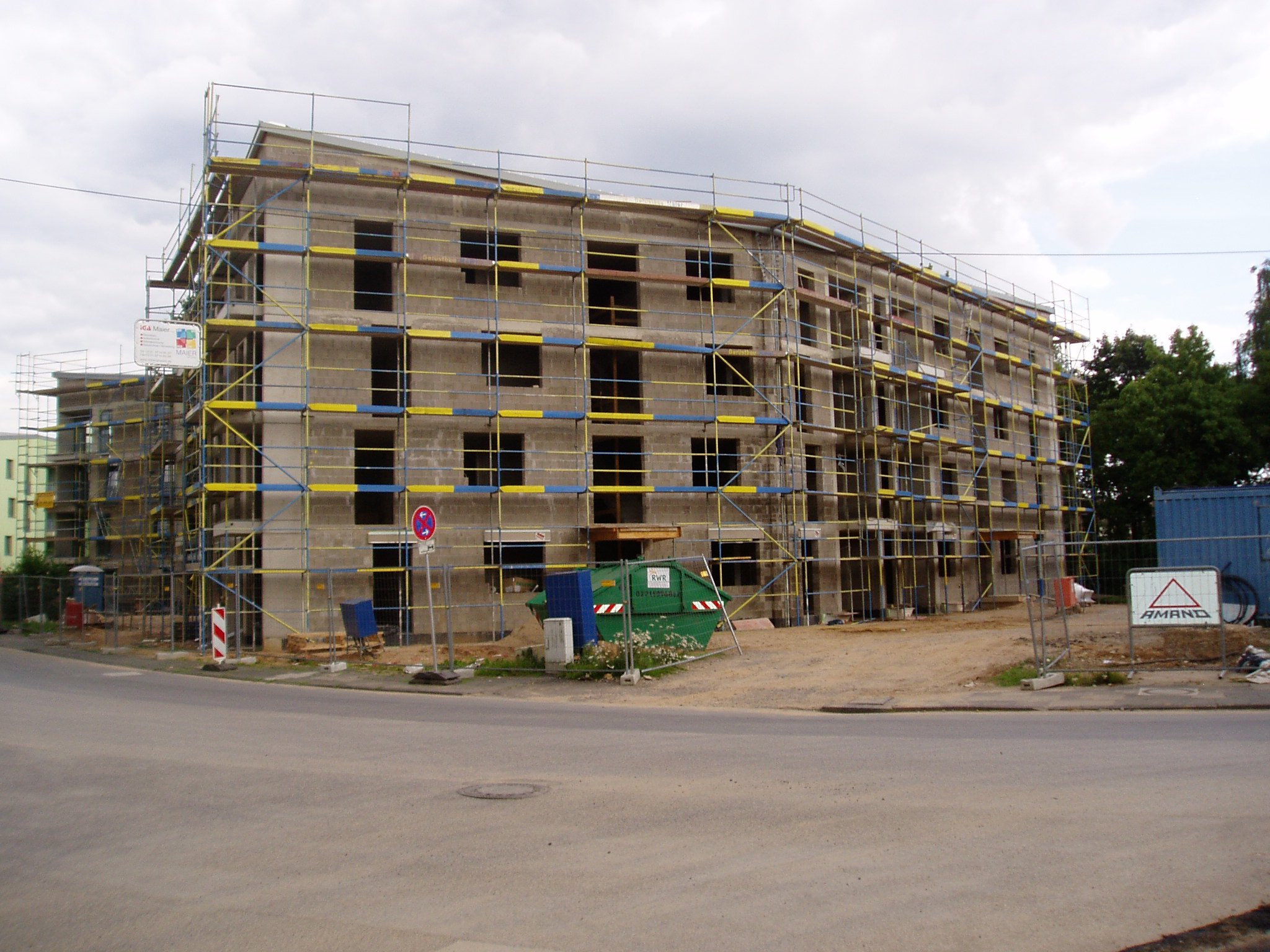
Rohbau eines Wohngebäudes

Als Rohbau bezeichnet man im Bauwesen beim Bauablauf ein Bauwerk, dessen äußere Kontur einschließlich der Dachkonstruktion fertiggestellt ist, bei dem jedoch noch kein Einbau der Fenster, keine Fassadenverkleidung und kein Ausbau des Inneren ausgeführt worden ist. Bis auf wenige Ausnahmen (z. B. Porta Nigra) ist die zweckbestimmte Nutzung eines Rohbaus als funktionstüchtiges Bauwerk demzufolge nicht möglich. Der Abschluss der Rohbauarbeiten wird nach Aufstellung des Dachstuhls in der Regel mit dem Richtfest im Beisein des Bauherrn und der am Bau Beteiligten gefeiert.
Nach Abschluss der Rohbauarbeiten müssen diese je nach Gebäudeklasse vom Prüfstatiker gesondert als fehlerfrei abgenommen werden. Danach erfolgt traditionell der Innenausbau des Gebäudes. Falls dieser (z. B. aufgrund einer Insolvenz des Bauherren) nicht erfolgt und das Bauwerk dauerhaft im Rohbauzustand verbleibt, wird es als Bauruine bezeichnet. In der Baupraxis erfolgen insbesondere bei größeren Bauvorhaben der Innenbausbau und die Montage der Fassade begleitend zur Herstellung des Rohbaus.

## Planung und Herstellung

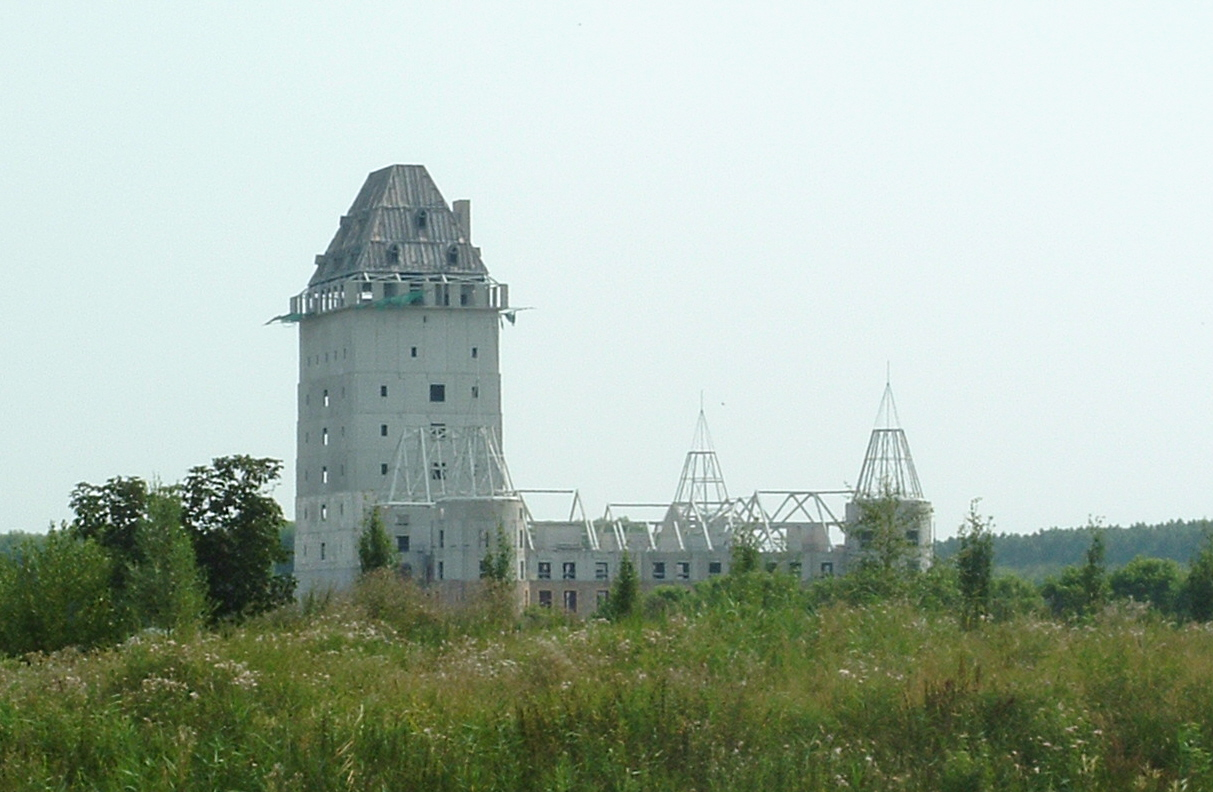
Stahlbeton-Rohbau

Solange es sich nicht um reine Ingenieurbauwerke handelt, ist die Planung des Rohbaus Bestandteil der gesamten Hochbauplanung des Architekten. Da der Rohbau gleichzeitig das Tragwerk des Gebäudes darstellt, ist an der Planung und Bemessung der Bauteile insbesondere der Tragwerksplaner als Fachingenieur für Statik wesentlich beteiligt. Bei größeren Bauvorhaben wird die Erstellung des Rohbaus gerne vom Bauherrn an einen Generalunternehmer (kurz GU) übergeben, der dann seinerseits die verschiedenen Gewerke koordiniert.
Das Rohbaugewerk wird auch als Bauhauptgewerk bezeichnet. Tatsächlich sind je nach Baumaterial und Konstruktion meistens mehrere Gewerke an der Herstellung des Rohbaus beteiligt:
- Stahlbetonbau
- Mauerwerksbau
- Stahlbau
- Zimmerei / Holzbau

## Arbeitsschritte
Zu Beginn des Rohbaus wird zunächst ein Fundament gelegt, welches die Stabilität der zu bauenden Immobilie maßgeblich vorgibt. Die Art des Fundamentes (z. B. Streifenfundament, Punktfundament oder Fundamentplatten) hängt dabei von der Tragfähigkeit des Bodens sowie der maximal erforderlichen Belastbarkeit des Bauobjekts ab. Im Anschluss daran werden die Außen- und Innenwände hochgezogen. Je nach Anforderungen hinsichtlich der Wärme- und Schallschutzeigenschaften wird auf Materialien wie Ziegelwände, Kalksandstein, Stahlbeton oder Massivholz zurückgegriffen. Nach dem anschließenden Bau der gewünschten Treppen und Geschossdecken erfolgt zum Schluss die Dachkonstruktion.